# Wacław Lipiński (1882–1931)

Brodzic, herb Lipińskich

Wacław Lipiński, Wjaczesław Łypynski (ukr. В'ячесла́в Липи́нський) (ur. 17 kwietnia 1882 w Zaturcach, zm. 14 czerwca 1931 w Pernitz) – ukraiński polityk polskiego pochodzenia, historyk, socjolog, publicysta, teoretyk i czołowy przedstawiciel ukraińskiego konserwatyzmu.

## Biografia
Urodził się w polskiej rodzinie ziemiańskiej koło Łucka na Wołyniu. Był najstarszym dzieckiem Kazimierza Lipińskiego i Klary Rokickiej. Jego rodzeństwem byli: Stanisław, Włodzimierz i Wanda. Do dwunastego roku życia uczył się w domu, następnie podjął naukę kolejno w gimnazjach w Żytomierzu, Łucku i Kijowie, gdzie w 1902 zdał maturę.
W czasie nauki w Kijowie brał udział w działalności Polskiej Korporacji Uczniowskiej, zakładając w niej kółko ukraińskie. Około 1900, dzięki znajomości z Kłymentijem Kwitką, zaczął bywać częstym gościem salonu Marii Trebinśkiej, co wpłynęło na dojrzewanie jego zainteresowań ukrainofilskich. Gośćmi salonu byli m.in. historycy Wołodymyr Szczerbyna i Mykoła Wasyłenko, filantrop i mecenas Jewhen Czykałenko, Sofia i Aleksander Rusowowie, archeolog i historyk sztuki Wadym Szczerbakiwśkyj, historyk literatury Wołodymyr Naumenko, redaktor i publicysta Wasyl Domanyćkyj.
Wiosną 1901 na zjeździe korporacji polskiej młodzieży gimnazjalnej wezwał do połączenia się z Ukraińską Hromadą Uczniowską. Postulat ten został odrzucony, więc Lipiński wraz z Borysem Matiuszenko opuścili zjazd, przyłączając się do Hromady.
Po zdaniu matury Lipiński wystąpił o odbycie jednorocznej służby wojskowej. 12 sierpnia 1902 wcielono go do 31 Ryskiego Pułku Dragonów w Krzemieńcu jako szeregowego z cenzusem. 6 sierpnia 1903 został przeniesiony do rezerwy.
W jesieni 1903 Lipiński przyjechał do Krakowa w celu rozpoczęcia studiów w Wydziale Rolniczym Uniwersytetu Jagiellońskiego. W trakcie studiów stracił zainteresowanie naukami rolniczymi na rzecz historii i nauk społecznych. W 1905 przerwał studia rolnicze i zajął się studiami historycznymi w krakowskich bibliotekach i archiwach. 30 sierpnia 1906 ożenił się z Kazimierą Szumińską, i wyjechał studiować nauki społeczne do Genewy. 16 października 1906 zapisał się na wydział nauk społecznych Uniwersytetu Genewskiego. Ze względów zdrowotnych zmuszony był przerwać studia w lecie 1907.
W jesieni 1908 zapisał się na Wydział Filozoficzny Uniwersytetu Jagiellońskiego, uczestniczył w seminarium Bohdana Łepkiego. Od 1909 przebywał częściowo w Krakowie, a częściowo w swoim majątku Czahary w powiecie humańskim, który podarował mu wuj Adam Rokicki.
W 1914 został powołany do służby wojskowej w macierzystej jednostce, odbył z nią przegraną kampanię w Prusach Wschodnich. Podczas odwrotu przeziębił się i zachorował, co dało początek gruźlicy. Od 1915 do lutego 1917 służył na tyłach, w Połtawie. Po rewolucji lutowej i obaleniu caratu uczestniczył w ukrainizacji oddziałów armii rosyjskiej.
Po utworzeniu Ukraińskiej Centralnej Rady, przybył do Kijowa. Protestując przeciw socjalistycznym projektom Rady, był jednym z twórców konserwatywnej Ukraińskiej Partii Demokratyczno-Włościańskiej (UDChP). Po przewrocie hetmańskim wstąpił do służby państwowej, otrzymując funkcję ambasadora Państwa Ukraińskiego w Austro-Węgrzech. Po upadku Hetmanatu i rozpadzie Austro-Węgier, w czerwcu 1919 zrzekł się stanowiska. W 1920 był jednym z twórców Ukraińskiego Związku Włościan-Państwowców (USChD). W 1921 do ugrupowania wstąpił sam hetman Pawło Skoropadski, dając początek emigracyjnemu politycznemu ugrupowaniu hetmańców. Lipiński w tym czasie, do 1926, redagował organ USChD „Chliborobśka Ukrajina”.
W listopadzie 1926 wyjechał z Austrii do Berlina, aby prowadzić pracę naukową w Ukraińskim Instytucie Naukowym jako kierownik katedry historii państwa ukraińskiego. W 1927 zrezygnował z posady ze względu na pogarszający się stan zdrowia, i powrócił do Austrii. Po pobycie w sanatorium i kilkakrotnych przenosinach osiadł we własnym domu w Badegg k. Grazu. Wskutek nieporozumień z berlińskim centrum hetmańskim Lipiński ogłosił we wrześniu 1930 likwidację USChD і założył Bractwo Ukraińskich Klasokratów-Monarchistów Hetmańców (Братство укр. клясократів-монархістів гетьманців), które nie działało jednak długo.
Wiosną 1931 Lipiński ciężko zachorował. Zmarł w sanatorium „Wienerwald” w Pernitz. Został pochowany 2 lipca 1931 w rodzinnych Zaturcach.

## Wybrane publikacje
- „Україна на переломі. 1657–1659” (1920)
- „Листи до братів-хліборобів” (Listy do braci rolników) praca napisana w latach 1919–1926, wydana w 1926 w Wiedniu
- „Покликання „Варягів” чи організація хліборобів” (1925)
- „Релігія і церква в історії України” (1925)
- V'âčeslav Lipins’kij: ìstoriko-polìtologìčna spadščina ì sučasna Ukraïna, red. Jaroslav Pelens’kij, Schìdnoèvropejs’kij doslìdnij ìnstitut ìm. V. Lipins’kogo, Ìnstitut ukraïns’koï archeografìï Akademìï nauk Ukraïni, Ìnstitut schìdnoèvropejs’kich doslìdžen’ Akademìï nauk Ukraïni, Ukraïns’ka Pravniča Fundacìja, Kiïv – Fìladel’fìja: Schìdnoèvropejs’kij doslìdnij ìnstitut ìm. V. Lipins’kogo 1994.
- Listi Vâčeslava Lipins’kogo do Osipa Nazaruka (1921-1930), L’vìv: L’vìvs’ka naukova bìblìoteka ìm. V. Stefanika NAN Ukraïni 2004.
- Vâčeslav Lipins’kij: povne zìbrannâ tvorìv, arhìv, studìï, T. 1: Listuvannâ (A-Ž), gol. red. Âroslav Pelens’kij, red. Roman Zaluc’kij, Hristina Pelens’ka, Shìdnoêvropejs’kij Doslìdnij Ìnstitut ìm. V. K. Lipins’kogo (SŠA); Ìnstitut Êvropejs’kih Doslìdžen’ Nacìonal’noï Akademiï Nauk Ukraïni, Kiïv: Vidavnictvo „Smoloskip” – Fìladel’fìâ: Shìdnoêvropejs’kij Doslìdnij Ìnstitut ìm. V. K. Lipins’kogo (SŠA) 2003.

## Publikacje w języku polskim
- Szlachta na Ukrainie. Udział jej w życiu narodu na tle jego dziejów, Kraków: skł. gł. Księgarnia D. E. Friedleina, 1909.
- Stanisław Michał Krzyczewski. Z dziejów walki szlachty ukraińskiej w szeregach powstańczych pod wodzą Bohdana Chmielnickiego (1912)
- Z dziejów Ukrainy. Księga pamiątkowa ku czci Włodzimierza Antonowicza, Paulina Święcickiego i Tadeusza Rylskiego, wydana staraniem dr. J. Jurkiewicza, Fr. Wolskiej, Ludw. Siedleckiego i Wacława Lipińskiego Kijów 1912.
- Religia i kościół w dziejach Ukrainy, z ukr. przeł. Włodzimierz Pilipowicz, Stanisław Stępień, przedmową poprzedził Stanisław Stępień, Przemyśl: Południowo-Wschodni Instytut Naukowy w Przemyślu 1999.